# Johann Baring

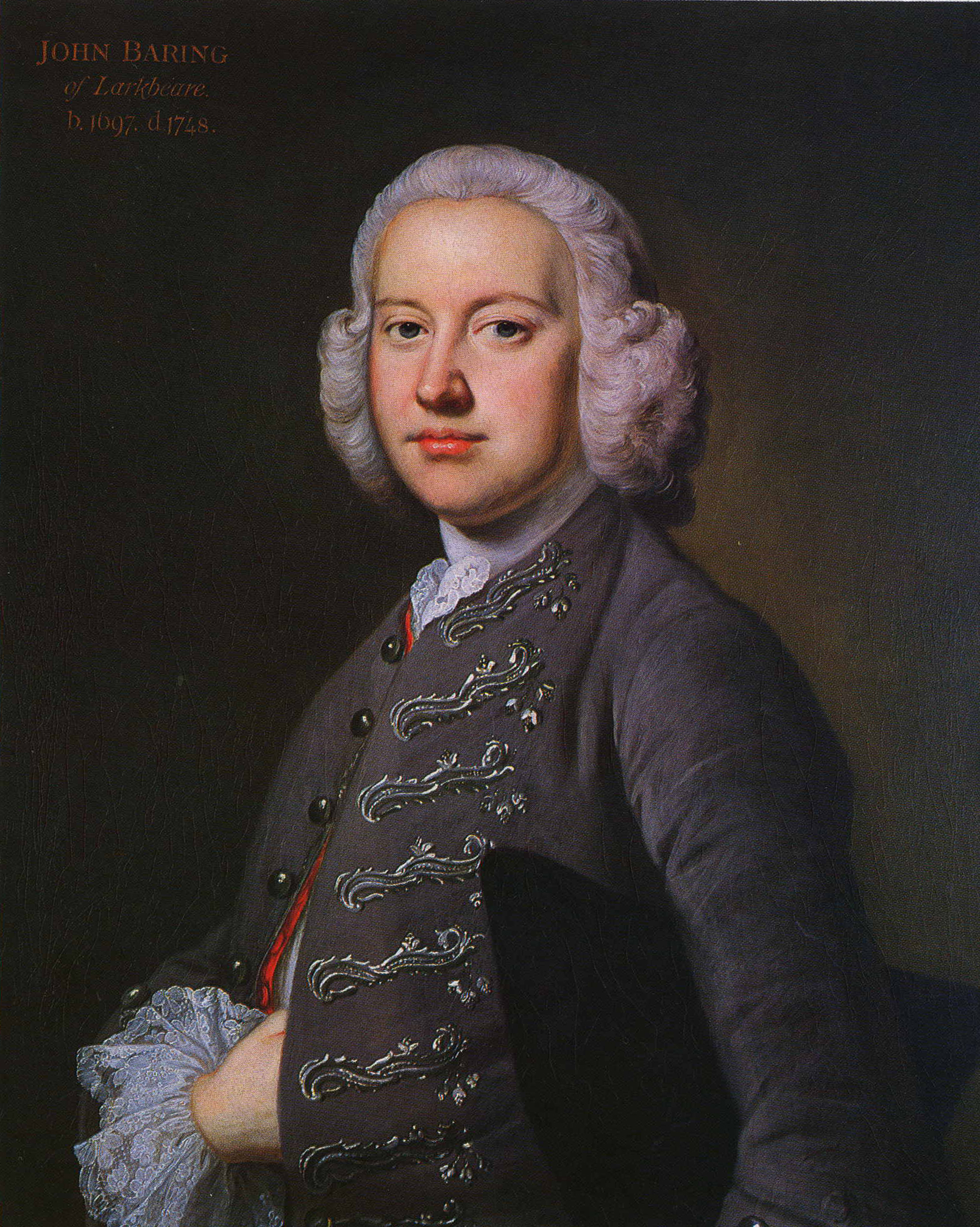
John Baring, 1740

Johann Baring (engl. auch John Baring, * 15. November 1697 in Bremen; † 1748 in Larkbeare, Devon) war ein deutsch-englischer Kaufmann. Die Familie führte später eine der größten Familien-Banken der Welt.

## Leben
Er entstammte der Familie Baring und war der Sohn von Franz Baring (1656–1697), Professor für Theologie in Bremen, und Rebecca Baring, geb. Vogds (Vagds), Tochter eines der führenden Wollhändler in Bremen.
1717 wurde er nach Exeter in Devon in England geschickt, um dort den Handel mit Wolle zu erlernen. Er sollte zwar nach Bremen zurückkehren, entschied sich aber, in England zu bleiben, und wurde dort 1723 als britischer Staatsbürger naturalisiert und anglisierte seinen Vornamen zu John. Er wurde führender Hersteller und Wolltextilkaufmann in der Region und seine Familie eine der reichsten im West Country. Er beteiligte sich auch am Überseehandel mit der britischen Kolonie Virginia.
1729 heiratete er Elizabeth Anne Vowler (1702–1766), Tochter eines wohlhabenden Lebensmittelhändlers aus Exeter. Mit ihr hatte er neun Kinder, von denen fünf das Säuglingsalter überlebten und zwar John Baring (1730–1816), Thomas Baring (1733–1758), Sir Francis Baring, 1. Baronet (1740–1810), Charles Baring (1742–1829) und Elizabeth Baring (1744–1809), die 1780 den britischen Anwalt und Politiker John Dunning (1731–1783) heiratete, der 1782 als Baron Ashburton geadelt wurde.
1737 erwarb Baring das große Herrenhaus mit Landsitz Larkbeare House bei Exeter, ein Haus aus dem 16. Jahrhundert. 1747 kaufte er dazu das Herrenhaus Lindridge House aus dem 17. Jahrhundert in Bishopsteignton in der Nähe von Exeter.
Er starb auf Larkbeare House und wurde am 3. November 1748 begraben.
Barings Sohn Francis Baring baute mit seinem Bruder John das Unternehmen erfolgreich in Exeter aus, expandierte 1762 nach London und begründete dort die Barings Bank, eine der führenden Banken in Großbritannien, die bis 1995 bestand. Francis wurde 1793 zum erblichen Baronet geadelt.